# Biserica „Sfântul Arhanghel Mihail” din Tomai
Biserica „Sf. Arhanghel Mihail” este o biserică amplasată în Tomai, raionul Leova, Republica Moldova. Este un monument arhitectural de importanță națională inclus în Registrul monumentelor Republicii Moldova ocrotite de stat cu nr. 278 (raionul Leova). Datează din 1895.